# EMP35
EMP35とは、1935年にドイツのエルマ・ベレケ社においてハインリッヒ・フォルマーにより開発された短機関銃である。
フォルマーが輸出用に開発した「フォルマーM1927」の改良型として再設計された製品であり、長銃身型・短銃身型の二種類あったフォルマーM1927の内、短身型タイプにバレルジャケットを装着するなどの改良が加えられている。
設計にはフォルマー以外にエルマ・ベルケ社のベルソルト・ゲイペンが加わり、既存の短機関銃であるMP18/MP28も参考にしていたため、機関部分などはMP18/MP28と同様のシンプル・ブローバック方式、オープンボルト撃発で給弾方式も機関部左側面から弾倉を装填する方式を採用している。
射撃には安全装置の他にフル・セミオートの切り替え用のスイッチが右側に装着されている。また、銃後部には前線で容易に分解・整備が行えるように分解用の機具が取り付けられていた。
唯一の変更点としては木製銃床の採用と銃身下部に射撃安定用の木製フォアグリップが装着されているが、EMPの後期バリエーションでは、フォアグリップの無いバージョンも生産されている。
弾薬は9mmパラベラム弾を使用し、当初はMP18で使用されていた32連スネイル弾倉を採用していたが、1928年から1929年にかけてフォルマーは弾倉の改良を行い、1930年には複列式の箱型弾倉に変更された。マガジンハウジングは銃の軸線に対して直角ではなく、わずかに前方へ傾いた角度で配置されており、これは給弾をスムーズに行わせるための方策である。
生産は主にエルマ・ベルケ社で行われ、ユーゴスラビア、フランス、スペインなど国外に輸出され、スペイン内戦でフランコ派によって使用され、後にEMP35はスペイン軍で制式採用されている。
ドイツでもナチス・ドイツの制式短機関銃として採用され、採用後は主に武装親衛隊やドイツ空軍などに配備された他にも、Kfz 13など装甲偵察車内の乗員用の副武装として配備されている。